# البهائية في إفريقيا
يعود تاريخ الدين البهائي في إفريقيا إلى حياة الرؤساء الثلاثة للدين، بهاء الله، عبد البهاء، وشوقي أفندي، حيث كان كل منهم في إفريقيا مرة واحدة على الأقل. تُدرج جمعية أرشيف بيانات الأديان (بالاعتماد على الموسوعة المسيحية العالمية) العديد من السكان الأكبر والأصغر في إفريقيا مع كينيا وجمهورية الكونغو الديمقراطية وجنوب إفريقيا وزامبيا بين أكبر عشر مجموعات سكانية عددية من البهائيين في العالم في عام 2005، وموريشيوس هي الأعلى من حيث النسبة المئوية من السكان الوطنيين. وتوجد بيوت عبادة بهائية في أوغندا، وكينيا، وجمهورية الكونغو الديمقراطية. تم الإعلان عن خطة لبناء دار للعبادة في زامبيا في عام 2023.

## التاريخ

### حياة بهاء الله
ومن بين أقدم اتصالاتها بالدين كانت في مصر. ربما بدأ الدين البهائي في مصر مع وصول البهائيين الأوائل في عام 1863. كان بهاء الله، مؤسس الدين، موجودًا لفترة وجيزة في مصر في عام 1868 عندما كان في طريقه إلى السجن في عكا. قام نبيل الأعظم بعدة رحلات نيابة عن بهاء الله وسُجن في مصر عام 1868. كان روبرت فيلكين [الإنجليزية] في مصر حوالي ثمانينيات القرن التاسع عشر ونشر عددًا من الكتب - ثم اعتنق الدين لاحقًا. في عام 1892، سافر اثنان من المتحولين من مصر إلى الغرب بهدف نشر الدين وكانا أول البهائيين الذين دخلوا الولايات المتحدة حيث تبعهم المتحولون الأوائل في عام 1894. وقد حدثت أول عملية تحول مصرية في عام 1896.

### قيادة عبد البهاء

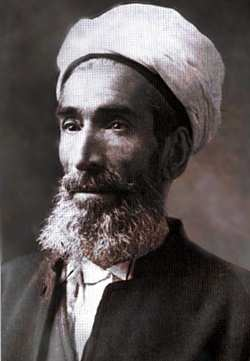
أبو الفضل الكلبايكاني

ميرزا أبو الفضل الجولبايجاني، المعروف غالبًا باسم ميرزا أبو الفضل، كان أول بهائي بارز يعيش في إفريقيا وأجرى بعض التغييرات الكبيرة الأولى على المجتمع في مصر. وصل عبد الفضل إلى القاهرة لأول مرة في عام 1894 حيث استقر هناك لعدة سنوات. كان من أبرز علماء البهائية وساعد في نشر الدين البهائي في مصر وتركمانستان والولايات المتحدة. وفي مصر نجح في تحويل نحو ثلاثين من طلبة جامعة الأزهر، المؤسسة التعليمية الأبرز في العالم الإسلامي السني. وأصبح أبو الفضل أيضًا صديقًا للكتاب وناشري المجلات، وظهرت العديد من المقالات التي كتبها في الصحافة المصرية. في عام 1896، عندما اغتيل ناصر الدين شاه في إيران، استخدم عدو البهائيين، زعيم الدولة، الشائعة بأن عملية الاغتيال نفذها بهائيون، للتسبب في مذبحة للبهائيين في مصر. وعندما وقف أبو الفضل دفاعًا عن البهائيين وأعلن أنه بهائي، أصبحت بيعته علنية؛ ثم عندما نُشر كتاباه فرائد والدرر البهائية في عامي 1897 و1900، أصدرت جامعة الأزهر مرسومًا يقضي باعتبار أبا الفضل كافر.

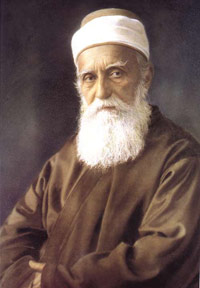
عبد البهاء

عاش عبد البهاء، زعيم الدين بعد بهاء الله، في مصر لعدة سنوات، وجاء العديد من الأشخاص لمقابلته هناك: ستانوود كوب،  وويلسلي تيودور بول، وإيزابيلا غرينيفسكايا ‏، ولويس جورج جريجوري، الذي أصبح لاحقًا أول من دعاة قضية ذوي الأصول الأفريقية، زار عبد البهاء في الرملة عام 1911. ثم شرع عبد البهاء في عدة رحلات إلى الغرب، وكان أولها على متن سفينة سياحية في 11 أغسطس 1911. غادر في الرحلة التالية في 25 مارس 1912.  توفيت لوا م. جيتسنجر [الإنجليزية]، إحدى أوائل البهائيين في الغرب وتلميذة عبد البهاء، في عام 1916 ودُفنت في مصر بالقرب من ميرزا أبو الفضل.
كتب عبد البهاء سلسلة من الرسائل، أو الألواح، إلى أتباع الدين في الولايات المتحدة في عامي 1916 و1917؛ وقد تم تجميع هذه الرسائل معًا في كتاب ألواح الخطة الإلهية. وقد ذكرت اللوحين الثامنة والثانية عشرة إفريقيا، وكتبتا في 19 أبريل/نيسان 1916 و15 فبراير/شباط 1917 على التوالي. لكن نشر الكتاب تأخر في الولايات المتحدة حتى عام 1919—بعد نهاية الحرب العالمية الأولى ووباء الإنفلونزا الإسبانية. وقد تمت ترجمة هذه الألواح وتقديمها من قبل ميرزا أحمد سهراب [الإنجليزية] في 4 أبريل 1919، ونشرت في مجلة نجم الغرب في 12 ديسمبر 1919. يذكر عبد البهاء سفر البهائيين "... وخاصة من أمريكا إلى أوروبا وإفريقيا وآسيا وأستراليا، ويسافرون عبر اليابان والصين. وبالمثل، قد يسافر المعلمون والمؤمنون من ألمانيا إلى قارات أمريكا وإفريقيا واليابان والصين؛ باختصار، قد يسافرون عبر جميع قارات وجزر العالم" و"... قد يمنح نشيد وحدة عالم البشرية حياة جديدة لجميع أبناء البشر، وينصب مسكن السلام العالمي على قمة أمريكا؛ وهكذا قد تنبض أوروبا وإفريقيا بالحياة بنسمات الروح القدس، وقد يصبح هذا العالم عالمًا آخر، وقد يصل الجسم السياسي إلى نشوة جديدة..."

### قيادة شوقي أفندي
قام شوقي أفندي، الذي تم تعيينه زعيمًا للدين بعد وفاة عبد البهاء، بالسفر عبر إفريقيا في عام 1929 ومرة أخرى في عام 1940.

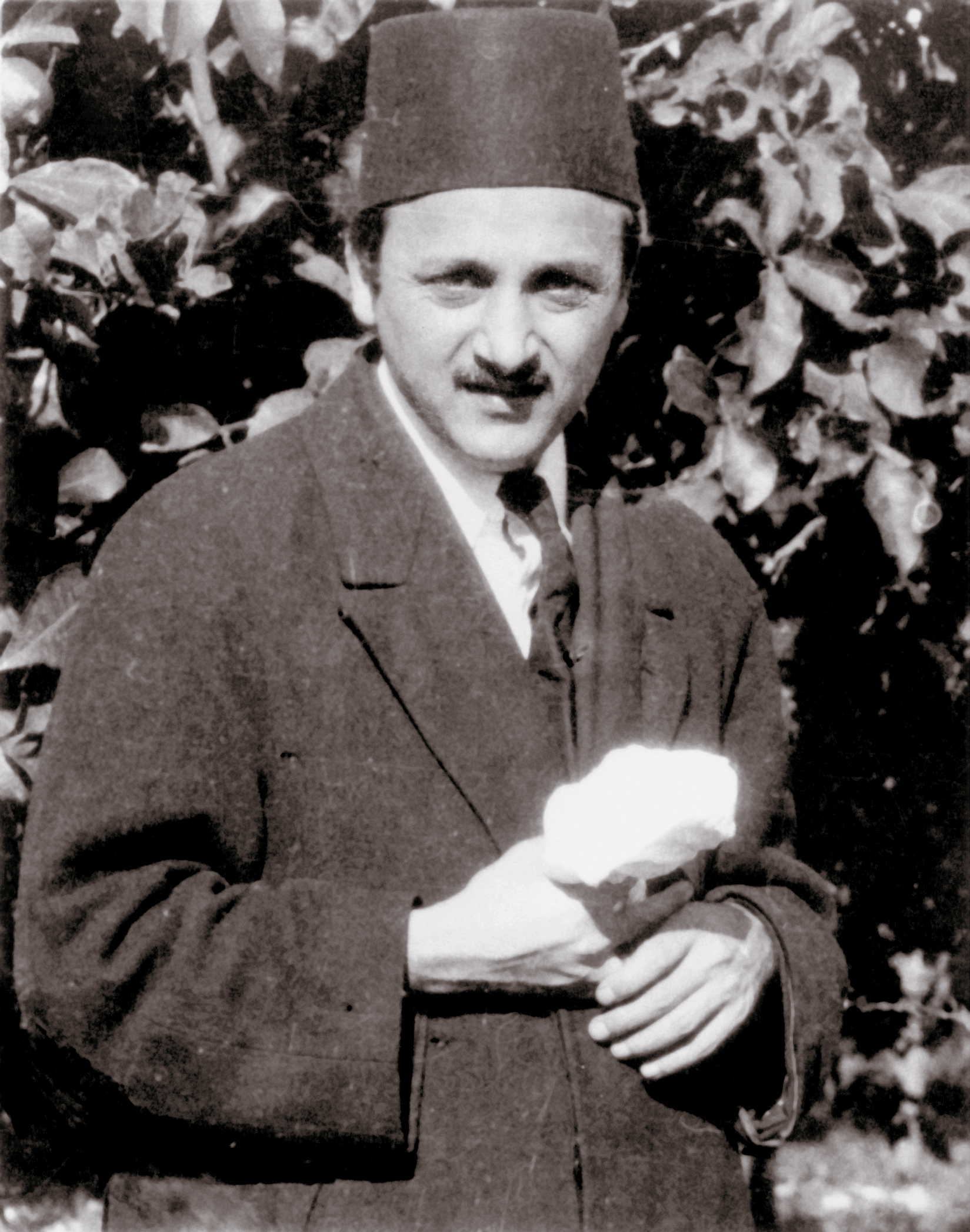
شوقي أفندي عند توليه ولاية العهد سنة 1921. التقطت الصورة في حيفا.

إن تاريخ الدين في كينيا له سابقة مثيرة للاهتمام. قبل الانضمام إلى الدين، خدم ريتشارد سانت باربي بيكر في البلاد في عام 1920 تحت إدارة المكتب الاستعماري كمساعد محافظ للغابات. هناك رأى إزالة الغابات على نطاق واسع يحدث. وفي أثناء وجوده هناك، تدخل في قضية ضابط استعماري ضد عامل من الكيكويو، وتلقى ضربة موجهة إلى العامل. إن الصراع من شأنه أن يؤدي في نهاية المطاف إلى عزله عن الخدمة. قام بتطوير خطة لإعادة التشجير حيث تم زراعة المحاصيل الغذائية بين صفوف الأشجار المحلية الصغيرة. وبسبب نقص الأموال، استشار القديس باربي الكينيين أنفسهم، واقترب من زعماء وشيوخ الكيكويو، ورتبوا معًا لمجيء ثلاثة آلاف من المحاربين القبليين إلى معسكره، وبمساعدة الزعماء تم اختيار خمسين منهم ليكونوا أول رجال الأشجار ‏. لقد وعدوا أمام نجاي، الإله الأعظم، بأنهم سيحمون الغابة الأصلية، ويزرعون عشر أشجار أصلية كل عام، ويعتنون بالأشجار في كل مكان. وبعد مغادرته كينيا مباشرة، قدم سانت باربي ورقة بحثية في مؤتمر الأديان الحية في الكومنولث حول ديانة البانتو، وبعد ذلك تم تعريفه بالدين البهائي لأن "اهتمامه الحقيقي بدين آخر أثار وترًا متعاطفًا مع المبادئ البهائية".
وفي الطرف الآخر من القارة، عانت البهائية في جنوب أفريقيا من مشاكل في ظل النمط الاجتماعي المنفصل وقوانين نظام الفصل العنصري في جنوب إفريقيا. قررت الجماعة البهائية أنه بدلاً من تقسيم المجتمع البهائي في جنوب إفريقيا إلى مجموعتين سكانيتين، واحدة سوداء وأخرى بيضاء، فقد قاموا بدلاً من ذلك بتقييد العضوية في الإدارة البهائية على الأتباع السود، ووضعوا المجتمع البهائي بأكمله تحت قيادة سكانه السود. في عام 1997 قدمت الجمعية الروحية الوطنية بيانًا إلى لجنة الحقيقة والمصالحة في جنوب إفريقيا والذي قال جزئيًا:

إن الديانة البهائية تكره كل أشكال التحيز وترفض أي نظام للفصل العنصري، وقد تم تقديمها على أساس واحد لواحد، ونمت الجماعة بهدوء خلال سنوات الفصل العنصري، دون دعاية. وعلى الرغم من طبيعة السياسة في ذلك الوقت، فقد قدمنا تعاليمنا حول الوحدة ووحدة البشرية إلى شخصيات بارزة في السياسة والتجارة والأوساط الأكاديمية وقادة الفكر بما في ذلك رؤساء الولايات. [كان] كل من البهائيين الأفراد ومؤسساتنا الإدارية تحت مراقبة مستمرة من قبل شرطة الأمن.... ولم تتضمن أنشطتنا معارضة الحكومة السابقة لأن الانخراط في السياسة الحزبية ومعارضة الحكومة محظورة صراحةً بموجب النصوص المقدسة لإيماننا. خلال الفترة التي حظرت فيها الحكومة السابقة التكامل داخل مجتمعاتنا، بدلاً من الانقسام إلى هياكل إدارية منفصلة لكل مجموعة سكانية، اخترنا أن نقتصر عضوية الإدارة البهائية على الأتباع السود الذين كانوا ولا يزالون يشكلون أغلبية عضويتنا وبالتالي وضعنا المجتمع البهائي بأكمله تحت رعاية أعضائه السود.... إن السعي لتحقيق أهدافنا في الوحدة والمساواة لم يكن من دون تكاليف. في كثير من الأحيان كان البهائيون "البيض" يتعرضون للنبذ من قبل جيرانهم البيض بسبب ارتباطهم بـ "غير البيض". لقد تعرض البهائيون السود للسخرية من قبل مواطنيهم السود بسبب افتقارهم إلى العمل السياسي واندماجهم الكامل مع إخوانهم البهائيين البيض.

إلى الغرب، بدأت الديانة البهائية في المغرب حوالي عام 1946.
وقد لوحظ أن النمو الواسع النطاق للدين في جميع أنحاء منطقة جنوب الصحراء الكبرى في إفريقيا بدأ في الخمسينيات من القرن العشرين وامتد في الستينيات. في عام 1953، بدأ البهائيون حملة استمرت عشر سنوات، حيث قام عدد من البهائيين بالتوجه إلى أجزاء مختلفة من إفريقيا بناءً على طلبات عبد البهاء.وقد تم التأكيد على أن الرواد الغربيين يجب أن يكونوا متواضعين وأن يركزوا جهودهم ليس على القيادة الاستعمارية ولكن على الأفارقة الأصليين - وأن الرواد يجب أن يظهروا بالأفعال صدق شعورهم بالخدمة للأفارقة في جلب الدين ومن ثم يتم منح الأفارقة الذين يفهمون دينهم الجديد الحرية للنهوض ونشر الدين وفقًا لحساسياتهم الخاصة والرواد للتشتت أو التراجع إلى الخلفية. ومن بين شخصيات الدين في إفريقيا فإن أقدم شخصية أفريقية تاريخياً هو إينوك أولينغا. في عام 1953 أصبح أول رائد بهائي في الكاميرون البريطانية (انتقل من أوغندا) وحصل على لقب فارس بهاء الله لذلك البلد. سافر علي نخجواني وزوجته مع أولينغا واثنين آخرين من البهائيين من أوغندا إلى الكاميرون - وتم إنزال البهائيين الآخرين على طول الطريق في بلدان أخرى. ومع تزايد عدد البهائيين في الكاميرون، غادر بهائيون جدد المنطقة المجاورة مباشرة ليصبحوا روادًا في المناطق المحيطة الأخرى، وأصبح كل منهم فارسًا من فرسان بهاء الله، بما في ذلك غانا وتوغو. وبسبب الموجات المتعاقبة من الناس الذين أصبحوا فرسان بهاء الله، أطلق على إينوك أولينغا لقب "عبد الفتوح"، وهو اسم فارسي يعني "أبو الانتصارات" من قبل شوقي أفندي. تم تعيينه كأصغر يد للقضية، وهو أعلى منصب معين في الدين. وقد تناولت سيرته الذاتية المنشورة عام 1984 تأثيره في الكاميرون وخارجها.

### تحت مظلة بيت العدل الأعظم

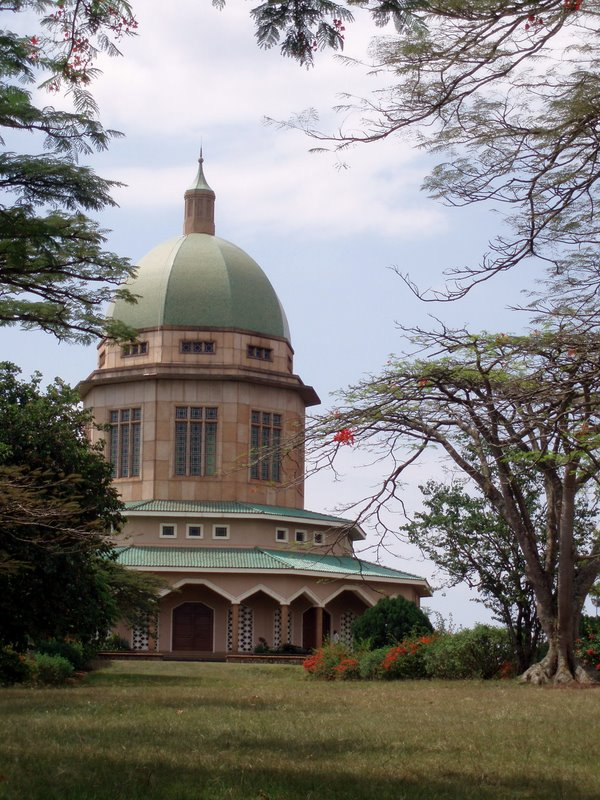
بيت العبادة البهائي، كامبالا، أوغندا.

تتسم تجربة البهائيين في مختلف بلدان الصحراء الكبرى بالاضطرابات. في عام 1960، ومع تغيير النظام في مصر، فقد البهائيون جميع حقوقهم كجماعة دينية منظمة بموجب القانون رقم 263 بموجب مرسوم الرئيس جمال عبد الناصر آنذاك الذي حدد عقوبة أدنى بالسجن ستة أشهر أو غرامة لأي أنشطة منظمة للبهائيين. تمت مصادرة جميع ممتلكات المجتمع البهائي، بما في ذلك المراكز البهائية والمكتبات والمقابر، من قبل الحكومة باستثناء مقبرة الروضة العبادية. إن طاعة الحكومة مبدأ أساسي من مبادئ الدين. في عام 1963، لفتت اعتقالات البهائيين في المغرب انتباه الحسن الثاني ملك المغرب، والسيناتور الأمريكي كينيث بي كيتنج وروجر ناش بالدوين، رئيس الرابطة الدولية لحقوق الإنسان آنذاك، وسوف تتردد هذه التصريحات في تحليلات السياسة في المغرب لسنوات قادمة.
أما جنوب الصحراء الكبرى فكانت القصة مختلفة. وقد لوحظ أن النمو الواسع النطاق للدين في جميع أنحاء منطقة جنوب الصحراء الكبرى في إفريقيا بدأ في الخمسينيات من القرن العشرين وامتد في الستينيات. وُضِعَ حجر الأساس لبيت العبادة البهائي في أوغندا في يناير/كانون الثاني 1958، وتم افتتاحه في 13 يناير/كانون الثاني 1961. يبلغ ارتفاع المبنى أكثر من 130 قدمًا (39 مترًا)، ويبلغ قطره عند القاعدة أكثر من 100 متر. تتكون القبة الخضراء من بلاط فسيفساء ثابت من إيطاليا، أما بلاط السقف السفلي فهو من بلجيكا. تتكون جدران المعبد من حجر مسبق الصنع تم استخراجه من أوغندا. تم جلب الزجاج الملون في لوحات الحائط من ألمانيا. كان الخشب المستخدم في صناعة الأبواب والمقاعد من أوغندا. تبلغ 50-أكر (200,000 م2) تشمل الممتلكات دار العبادة، والحدائق الواسعة، وبيت الضيافة، والمركز الإداري. انطلقت يد القضية روحية خانوم ورئيس الجمعية الوطنية الإقليمية المركزية علي نخجواني في رحلة استغرقت 15 يومًا لزيارة البهائيين في أوغندا وكينيا، بما في ذلك رؤية ثلاثة مؤتمرات إقليمية حول تقدم الدين، والإقامة في منازل المؤمنين، وغيرها من الأحداث. وتحدثت إلى الجمهور حول مستقبل البهائيين الأفارقة ودورهم في الدين. زارت إفريقيا مرة أخرى في عدة رحلات من عام 1969 إلى عام 1973. وفي إثيوبيا استقبلها هيلا سيلاسي الأول ملك إثيوبيا. وفي المقابلة التي استغرقت نصف ساعة، تحدثت عن مدى إعجابها به منذ فترة طويلة بسبب الطريقة التي تصرف بها في مواجهة العديد من التجارب والصعوبات التي واجهته في حياته، والطريقة التي تغلب بها عليها. أعطاها سيلاسي ميدالية ذهبية بمناسبة تتويجه.
وقد تفاعلت هاتان المنطقتان - شمال ووسط إفريقيا - بشكل وثيق في سبعينيات القرن العشرين. وفي إطار حملة واسعة شملت العديد من بلدان جنوب الصحراء الكبرى، تم حظر الدين البهائي في سبعينيات القرن العشرين في العديد من البلدان: بوروندي عام 1974؛ مالي عام 1976؛ وأوغندا عام 1977؛ والكونغو عام 1978؛ والنيجر عام 1978. كانت أوغندا تضم أكبر مجتمع بهائي في إفريقيا في ذلك الوقت.
كان هذا في المقام الأول نتيجة حملة شنتها عدد من الدول العربية. ولأن هذه الدول كانت في ذلك الوقت أيضًا من مقدمي مساعدات التنمية، فقد دُعم هذا الهجوم العلني على البهائيين بخطوات خفية، مثل ربط أموال المساعدات المقدمة لدولة معينة بالإجراءات التي اتخذتها ضد البهائيين. وقد نجح هذا جزئيًا، وحظرت بعض الدول البهائيين لفترة. ومع ذلك، تمكن البهائيون من إثبات لهذه الحكومات أنهم ليسوا عملاء للصهيونية ولا معادين للإسلام، ونجحوا في رفع الحظر في جميع هذه الدول باستثناء النيجر. (رفعت النيجر قيودها في التسعينيات.)
الديانة البهائية هي حاليًا ثالث أكبر ديانة دولية في تشاد وكينيا.
في الآونة الأخيرة، تورط حوالي 2000 بهائي في مصر في الجدل الدائر حول بطاقات الهوية المصرية من عام 2006 حتى عام 2009. ومنذ ذلك الحين، تعرضت المنازل للحرق وتم تهجير العائلات من المدن.  ومن ناحية أخرى، تمكن البهائيون في جنوب الصحراء الكبرى من التعبئة من أجل عقد مؤتمرات إقليمية دعا إليها بيت العدل الأعظم في 20 أكتوبر/تشرين الأول 2008 للاحتفال بالإنجازات الأخيرة في بناء المجتمع المحلي والتخطيط لخطواتهم التالية في التنظيم في مناطقهم الأصلية. وقد عقدت المؤتمرات الناتجة في:
- كانت لوساكا، زامبيا، أول مدينة (من بين 750 مشاركًا، كان 550 منهم من زامبيا، و80 من زيمبابوي، و120 من ملاوي.)[58]
- ناكورو، كينيا (700 كيني، و200 بهائي من أوغندا، و100 من تنزانيا، و42 من إثيوبيا، وأربعة من موزمبيق وثلاثة من جنوب السودان.)[59]
- جوهانسبرج، جنوب إفريقيا، (كان من المتوقع أن يصل الحد الأقصى إلى 850 شخصًا، ولكن أكثر من 1000 شخص حضروا في اليوم الأول وحوالي 1150 شخصًا في اليوم الثاني.)[60]
- بانغي، جمهورية إفريقيا الوسطى، (كان من المخطط أن يحضر المؤتمر ما بين 200 إلى 300 شخص، ولكننا أدركنا في وقت مبكر أنه قد يصل عدد الحضور إلى ضعف أو ثلاثة أضعاف هذا العدد. وقد تبين أن التقديرات المعدلة صحيحة - فعندما وصل البهائيون، كانت قاعة المؤتمر تعج بـ 831 شخصًا.)[61]
- أوفيرا، جمهورية الكونغو الديمقراطية (مع اقتراب الحرب، تمكن 776 شخصًا من الحضور، منهم 13 شخصًا من بوروندي وأربعة من رواندا.)[62]
- لوبومباشي، جمهورية الكونغو الديمقراطية (حضر أكثر من 1000 شخص.)[63]
- ياوندي، الكاميرون (حوالي 1200 مشارك، من بينهم 90 من تشاد، و45 من الكونغو، و18 من غينيا الاستوائية، و20 من الجابون، و10 من ساو تومي وبرينسيبي، وكانت نسبة كبيرة من الحاضرين من الشباب الذين تتراوح أعمارهم بين 12 إلى 22 عامًا.)[64]
- أبيدجان، كوت ديفوار (حضر 1200 مشارك بما في ذلك أشخاص من غامبيا وغينيا وليبيريا ومالي والسنغال وسيراليون.)[65]
- أكرا، غانا (كان حوالي 950 مشاركًا من غانا نفسها، وانضم إليهم 156 بهائيًا من بنين، و140 من بوركينا فاسو، وأربعة من الرأس الأخضر، وثلاثة من غينيا بيساو، و106 من النيجر، و137 من نيجيريا، وحوالي 200 من توغو.)[66]

## حسب البلد

### وسط إفريقيا

#### الكاميرون
تأسست الديانة البهائية في الكاميرون عندما انقسمت البلاد إلى مستعمرتين – الكاميرون البريطانية والكاميرون الفرنسية. كان أول بهائي في الكاميرون هو إينوك أولينغا، الذي غادر وطنه أوغندا ليحمل الدين إلى الكاميرون البريطانية في عام 1953. وصلت ميهرانجيز منصف، وهي امرأة هندية شابة انتقلت من بريطانيا، إلى الكاميرون الفرنسية في أبريل 1954 – وتم تكريم كل من أولينغا ومنصف بلقب فارس بهاءالله. يوجد حاليًا 40 ألفًا من أتباع هذه الديانة في البلاد.

#### تشاد
على الرغم من أن الديانة البهائية في تشاد بدأت بعد استقلالها عام 1960، إلا أن أعضاء الديانة كانوا حاضرين في المناطق المرتبطة بها منذ عام 1953. انتخب البهائيون في تشاد أول جمعية روحية وطنية لهم في عام 1971. على مدى العقود التالية، كان البهائيون نشطين بعدة طرق، ووفقًا لبعض التقديرات أصبحوا ثالث أكبر ديانة دولية في تشاد بأكثر من 80،300 عضو بحلول عام 2000 و96800 في عام 2005.

#### جمهورية الكونغو الديمقراطية
بدأت الديانة البهائية في جمهورية الكونغو الديمقراطية بعد أن كتب عبد البهاء رسائل تشجع على نقل الدين إلى إفريقيا في عام 1916. أول بهائي استقر في البلاد جاء في عام 1953 من أوغندا. تم انتخاب أول جمعية روحية محلية للبهائيين في البلاد في عام 1957. بحلول عام 1963 كان هناك 143 جمعية محلية في الكونغو. ورغم حظر الدين، وتمزق البلاد بسبب الحروب، إلا أن الدين نما حتى وصل عدد التجمعات الدينية في عام 2003 إلى نحو 541 تجمعًا. تشير تقديرات جمعية أرشيف بيانات الأديان (التي تعتمد في الغالب على الموسوعة المسيحية العالمية) إلى وجود حوالي 252000 بهائي في عام 2005. تم افتتاح دار عبادة بهائية في كينشاسا في عام 2023.

#### غينيا الاستوائية
بدأ الدين البهائي في غينيا الاستوائية بعد أن كتب عبد البهاء رسائل تشجع على نقل الدين إلى إفريقيا في عام 1916. كانت أول رائدة في غينيا الإسبانية هي إليز لينيل (إليز شرايبر آنذاك)، التي وصلت إلى باتا، غينيا الإسبانية (كما كانت تسمى آنذاك)، في 17 مايو 1954، وتم الاعتراف بها كفارس من فرسان بهاء الله. في عام 1968، تم انتخاب أول جمعية روحية محلية لغينيا الاستوائية في سانتا إيزابيل (التي أعيدت تسميتها فيما بعد إلى مالابو). انتخبت الجماعة جمعية روحية وطنية منذ عام 1984. احتفلت الجماعة باليوبيل الذهبي لتأسيسها في عام 2004. قدرت جمعية أرشيف بيانات الأديان عدد البهائيين بحوالي 2500 في عام 2005.

### شرق إفريقيا

#### بوروندي
يبدأ الدين البهائي في بوروندي بعد عام 1916 بذكر عبد البهاء، رئيس الدين آنذاك، أن البهائيين يجب أن يأخذوا الدين إلى مناطق إفريقيا. كان أول ذكر محدد لبوروندي (أوروندي) في مايو 1953 مما يشير إلى أن المجتمع المتوسع للدين البهائي في أوغندا ينظر في إرسال رواد إلى المناطق المجاورة مثل بوروندي (أوروندي) كجزء من خطة عمل محددة. وصل المستوطنون الأوائل للدين إلى المنطقة بحلول شهر يونيو. بحلول عام 1963، كان هناك ثلاث جمعيات روحية محلية بهائية في بوروندي-رواندا. من خلال المنظمات المتعاقبة في بلدان المنطقة، تم تشكيل الجمعية الروحية الوطنية في بوروندي لأول مرة في عام 1969 ولكن تم حلها وإصلاحها على التوالي عدة مرات - وكان آخرها إصلاحها في عام 2011. على الرغم من حظر الدين لفترة من الوقت، وتمزق البلاد بسبب الحروب، إلا أن الدين نما حتى أنه في عام 2005 قدرت جمعية أرشيف بيانات الأديان (بالاعتماد على الموسوعة المسيحية العالمية) وجود حوالي 6800 بهائي في بوروندي.

#### إثيوبيا
بدأ الدين البهائي في إثيوبيا بعد أن كتب عبد البهاء رسائل تشجع على نقل الدين إلى إفريقيا في عام 1916. ليس معروفًا من هو أول بهائي استقر في البلاد، ولكن تم انتخاب أول جمعية روحية محلية بهائية في البلاد في نوفمبر 1934 في أديس أبابا. في عام 1962 انتخب البهائيون الإثيوبيون جمعية روحية وطنية. بحلول عام 1963 كان هناك سبع مناطق بها مجموعات أصغر من البهائيين في البلاد. قدرت جمعية أرشيف بيانات الأديان عدد البهائيين بحوالي 27000 في عام 2005. احتفلت الجماعة باليوبيل الماسي في يناير 2009.

#### كينيا
بدأت الديانة البهائية في كينيا بثلاثة أفراد. أولاً، قام ريتشارد سانت باربي بيكر بمشاركة بناءة مع الدين الأصلي للكينيين في مؤتمر المملكة المتحدة حول الأديان، حيث قُدِّمت له ديانة البهائية تعاطفاً مع جهوده وأصبح متحولاً. أما الشخص الثاني فهو إينوك أولينغا الذي سافر إلى كينيا عندما كان يخدم في فيلق التعليم بالجيش الملكي ‏ البريطاني. وجاء الثالث بعد واحد وعشرين عامًا من الأول، وكان بمثابة بداية وصول الديانة البهائية إلى كينيا. في عام 1945 وصلت السيدة مارغريت بريستون (ني ويلبي) إلى كينيا. كانت عضوًا في الجمعية الروحية الوطنية للمملكة المتحدة من عام 1939 حتى عام 1945 عندما تزوجت من مزارع شاي كيني وانتقلت إلى كينيا حيث أنجب الزوجان ثلاثة أطفال في غضون عامين وكانت البهائية الوحيدة في البلاد. تقدر جمعية أرشيف بيانات الأديان (بالاعتماد على الموسوعة المسيحية العالمية) عدد البهائيين في كينيا في عام 2005 بنحو 429000 شخص تم افتتاح دار عبادة بهائية محلية يوم الأحد الموافق 23 مايو 2021 في ماتوندا سوي، كينيا.

#### مدغشقر
يبدأ الدين البهائي في مدغشقر بذكر عبد البهاء، رئيس الدين آنذاك، الذي طلب من أتباع الدين البهائي السفر إلى مدغشقر. وصل أول بهائي إلى مدغشقر في عام 1953 وبعد المتحولين الأصليين تم انتخاب أول جمعية روحية محلية بهائية في عام 1955. بحلول عام 1963، بالإضافة إلى الجمعية الواحدة، كانت هناك مجموعات من البهائيين يعيشون في أربعة مواقع أخرى.  في أواخر يوليو 1967 أصبحت روحيه خانوم أول يد للقضية تزور البلاد. في عام 1972 اجتمع البهائيون الملاجاشيون لانتخاب أول جمعية روحية وطنية للبهائيين في مدغشقر. بحلول عام 2003 كان هناك 33 جمعية محلية وقد قدرت جمعية أرشيف بيانات الأديان في عام 2005 أن هناك حوالي 17900 بهائي في البلاد.

#### رواندا
يبدأ الدين البهائي في رواندا بعد عام 1916 بذكر عبد البهاء، رئيس الدين آنذاك، أن البهائيين يجب أن يأخذوا الدين إلى مناطق إفريقيا. كان أول ذكر محدد لرواندا في مايو 1953 مما يشير إلى أن المجتمع المتوسع للدين البهائي في أوغندا ينظر في إرسال رواد إلى المناطق المجاورة مثل رواندا. وصل المستوطنون الأوائل للدين إلى المنطقة بحلول يوليو 1953 عندما وصل البهائيون من الولايات المتحدة وملاوي. بحلول عام 1963، كان هناك ثلاث جمعيات روحية محلية بهائية في بوروندي-رواندا. ومن خلال المنظمات المتعاقبة في بلدان المنطقة، تم تشكيل الجمعية الروحية الوطنية في رواندا في عام 1972. ربما كان البهائيون، الذين بلغ عددهم الآلاف، من بين أولئك الذين لقوا حتفهم في الإبادة الجماعية في رواندا وفي أعقاب الاضطرابات التي أحدثتها الحرب الأهلية الرواندية، تم إصلاح الجمعية الوطنية في عام 1997. واصل البهائيون في رواندا السعي لتحقيق الانسجام بين الأعراق، وهو التعليم الذي ذكرته دينيس أوموتوني، مساعدة مخرج فيلم "مصافحة الشيطان ‏"، كأحد أسباب تحولها إلى هذا الدين. تشير التقديرات الأخيرة إلى أن عدد سكان البهائيين يبلغ حوالي 15000 نسمة.

#### تنزانيا
بدأت العقيدة البهائية في تنزانيا عندما وصلت الرائدة الأولى، كلير جونج، في عام 1950 إلى ما كان يسمى آنذاك تنجانيقا. مع انضمام أول تنجانيقي إلى الدين في عام 1952 تم انتخاب أول جمعية روحية محلية بهائية في عام 1952 في تنجانيقا في دار السلام. في عام 1956 تم انتخاب جمعية بهائية إقليمية شملت تنجانيقا. وفي وقت لاحق، شكلت كل دولة من الدول المكونة للاتحاد على التوالي جمعيتها الروحية الوطنية البهائية المستقلة، وشكلت تنجانيقا، مع زنجبار، جمعيتها الروحية الوطنية البهائية الخاصة بها في عام 1964، وتمت إعادة تسمية البلاد إلى تنزانيا. منذ عام 1986، يدير البهائيون مدرسة رواها الثانوية كمدرسة بهائية. في عام 2005، قُدِّر عدد البهائيين بحوالي 163.800 شخصًا.

#### أوغندا
بدأت الديانة البهائية في النمو في أوغندا في عام 1951، وفي غضون أربع سنوات كان هناك 500 بهائي في 80 منطقة، بما في ذلك 13 جمعية روحية محلية بهائية، تمثل 30 قبيلة، وأرسلت 9 رواد إلى مواقع أفريقية أخرى. بعد حكم عيدي أمين عندما تم حظر الدين البهائي وقتل يد البهائية للقضية إينوك أولينغا وعائلته، استمر المجتمع في النمو على الرغم من أن تقديرات عدد السكان تتراوح على نطاق واسع من 19000 إلى 105000 وتضمنت مشاركات المجتمع جهودًا متنوعة لتعزيز رفاهية الشعب الأوغندي.[بحاجة لمصدر] يوجد بيت عبادة بهائي في كامبالا، عاصمة أوغندا، والذي اكتمل بناؤه في عام 1961.

### شمال إفريقيا

#### الجزائر
يعود تاريخ الدين البهائي في الجزائر إلى عام 1952. على الرغم من أن الدين حقق بعض النمو والتنظيم حتى عام 1967 بما في ذلك التحولات، فترة استقلال الجزائر عندما تبنت البلاد الممارسات الإسلامية في رفض التأثيرات الاستعمارية، بعد ذلك، تم حظر الدين فعليًا في عام 1968. ومع ذلك، في الآونة الأخيرة، قدرت جمعية أرشيف بيانات الأديان وولفرام ألفا عدد البهائيين بنحو 3.3 -3.8 ألف بهائي في عامي 2005 و2010.

#### مصر
إن الدين البهائي في مصر له تاريخ يمتد لأكثر من قرن من الزمان. ربما وصل البهائيون الأوائل في عام 1863. كان بهاء الله، مؤسس الدين، موجودًا لفترة وجيزة في مصر في عام 1868 عندما كان في طريقه إلى السجن في عكا. كان المصريون الأوائل هم المتحولون بحلول عام 1896. وعلى الرغم من تشكيل جمعية روحية محلية بهائية مبكرة وتشكيل جمعية وطنية، إلا أنه في عام 1960، وبعد تغيير النظام، فقد البهائيون جميع حقوقهم كجماعة دينية منظمة بموجب القانون 263 بموجب مرسوم الرئيس جمال عبد الناصر آنذاك. ومع ذلك، في عام 1963، كان لا يزال هناك سبع مجتمعات منظمة في مصر. وفي الآونة الأخيرة، تورط نحو 2،000 بهائي في مصر في الجدل الدائر حول بطاقات الهوية المصرية من عام 2006 إلى عام 2009. وقد تم إحراق منازل وتهجير عائلات من المدن.

#### المغرب
بدأت العقيدة البهائية في المغرب حوالي عام 1946. في عام 1953، بدأ البهائيون حملة صليبية لمدة عشر سنوات، حيث قام عدد من البهائيين بالتنقل إلى أجزاء مختلفة من المغرب – جاء العديد منهم من مصر وقليل منهم من الولايات المتحدة بما في ذلك هيلين إليزه أوستين. بحلول أبريل 1955، تم انتخاب أول جمعية روحية محلية بهائية في سبتة. بحلول يناير 1958، أقيمت أول مدرسة صيفية بهائية في الرباط. بحلول ربيع عام 1958، ربما بلغ عدد السكان البهائيين 100 نسمة وكان هناك ستة جمعيات ولجنة إقليمية تنسق الأنشطة لنشر الدين. في عام 1960، تم انتخاب أول جمعية محلية مغربية بالكامل في زاوية الشيخ وكان معظم أعضائها من البربر. في 7 ديسمبر 1961، نُشر مقال في صحيفة العلم ينعى تراجع الإسلام ويهاجم البهائيين. وخلال العام، اقتحمت الشرطة منازل البهائيين وصادرت مطبوعات الدين. وفي 12 أبريل، أُلقي القبض على أربعة بهائيين في الناظور. وفي عام 1962، تم تنظيم جمعية روحية وطنية إقليمية لشمال غرب إفريقيا شملت المغرب. وفي عام 1963، أحصى مسح للمجتمع 10 جمعيات و12 مجموعة منظمة (بين 1 و9 بالغين) من البهائيين. وفي عام 1963، حظيت الاعتقالات في المغرب باهتمام الحسن الثاني ملك المغرب، والسيناتور الأمريكي كينيث ب. كيتنج وروجر ناش بالدوين، رئيس الرابطة الدولية لحقوق الإنسان آنذاك، وسوف يتردد صداها في تحليلات السياسة في المغرب لسنوات قادمة. تم حظر جميع الاجتماعات البهائية في عام 1983، وتبع ذلك اعتقالات. هذه المرة، أكدت الاستجابة على عدم الحزبية والطاعة لمبادئ الحكومة للدين. أحصت تقديرات عام 1992 الصادرة عن وزارة الخارجية الأمريكية حوالي 150-200 بهائي. بينما تشير تقديرات الفترة من 2001 إلى 2009 إلى أن المجتمع البهائي يبلغ من 350 إلى 400 شخص. ومع ذلك، قدرت جمعية أرشيف بيانات الدين وولفرام ألفا عدد البهائيين بـ30،000 في عامي 2005 و2010، وهو ثالث أكبر ديانة في البلاد.

#### تونس
بدأت الديانة البهائية في تونس حوالي عام 1910 عندما وصل البهائي الأول، ربما من مصر. في عام 1956، في رضوان، وهو يوم مقدس للدين ويوم تُعقد فيه انتخابات رئيسية، تم تأسيس ثلاث جمعيات روحية إقليمية جديدة بما في ذلك جمعية شمال غرب إفريقيا برئاسة إينوك أولينغا وفي عام 1963، أحصى مسح للمجتمع جمعية واحدة و18 مجموعة منظمة (بين 1 و9 بالغين) من البهائيين في تونس. تشير تقديرات وزارة الخارجية الأمريكية لعام 2001 إلى أن عدد أفراد المجتمع البهائي يبلغ حوالي 150 شخصًا. ومع ذلك، تشير أرشيفات بيانات جمعية الدين [الإنجليزية] والعديد من المصادر الأخرى إلى وجود أكثر من 1000 بهائي في البلاد.

### جنوب إفريقيا

#### أنغولا
بدأ انتشار الدين البهائي في أنغولا بعد أن كتب عبد البهاء رسائل يشجع فيها على نقل الدين إلى إفريقيا في عام 1916. أول رائد بهائي ذهب إلى أنجولا حوالي عام 1952. بحلول عام 1963، كان هناك جمعية روحية محلية للبهائيين في لواندا ومجموعات أصغر من البهائيين في مدن أخرى. في عام 1992 انتخب البهائيون في أنغولا أول جمعية روحية وطنية لهم. تقدر جمعية أرشيف بيانات الأديان (التي تعتمد بشكل أساسي على الموسوعة المسيحية العالمية) عدد البهائيين بحوالي 1800 في عام 2005.

#### بوتسوانا
بدأ الدين البهائي في بوتسوانا بعد أن كتب عبد البهاء رسائل تشجع على نقل الدين إلى إفريقيا في عام 1916. توجه أول البهائيين إلى بوتسوانا في أكتوبر 1954 حيث أصبحوا أصدقاء للعديد من الأفارقة. بحلول عام 1963 كان هناك جمعيتان؛ سبع مجموعات، وعضو واحد معزول. أُجريت أول انتخابات للجمعية الروحية الوطنية البهائية في بوتسوانا في عام 1970. تقدر جمعية أرشيف بيانات الأديان (التي تعتمد بشكل أساسي على الموسوعة المسيحية العالمية) عدد البهائيين بحوالي 16000 في عام 2005.

#### مالاوي
بدأ الدين البهائي في مالاوي قبل أن تحصل البلاد على استقلالها. قبل الحرب العالمية الأولى كانت منطقة ملاوي الحديثة جزءًا من نياسالاند، وطلب عبد البهاء، رئيس الديانة آنذاك، من أتباع الديانة البهائية السفر إلى مناطق إفريقيا. وكجزء من النمو الواسع النطاق للدين في جميع أنحاء إفريقيا جنوب الصحراء الكبرى تم إدخال الدين إلى هذه المنطقة في نفس العام الذي أصبح يُعرف فيه باسم اتحاد روديسيا ونياسالاند في عام 1953. وبعد عقد من الزمان، ظهرت خمس جمعيات روحية محلية للبهائيين. بحلول عام 1970، أصبح في دولة ملاوي 12 جمعية روحية محلية وجمعية روحية وطنية. بين عامي 2000 و2003 كانت هناك تقديرات تشير إلى وجود ما بين 15 إلى 24،500 بهائي في ملاوي.

#### موزمبيق
يبدأ الدين البهائي في موزمبيق بعد ذكر إفريقيا في الأدب البهائي عندما اقترحها عبد البهاء كمكان لنقل الدين إليه في عام 1916. كان أول بهائي معروف يدخل المنطقة في عام 1951-1952 في بيرا عندما مر رائد بريطاني في طريقه إلى ما كان يُعرف آنذاك بروديسيا، والتي أصبحت الآن زيمبابوي.. شاركت الجماعة البهائية الموزمبيقية في مراحل متتالية من التنظيم الإقليمي في جميع أنحاء جنوب إفريقيا من عام 1956 حتى انتخاب أول جمعية روحية محلية بهائية في موزمبيق بحلول عام 1963 وحتى انتخاب جمعيتها الروحية الوطنية الخاصة بها في عام 1987. منذ عام 1984 بدأ البهائيون في إقامة مشاريع التنمية. تشير تقديرات جمعية أرشيف بيانات الأديان (بالاعتماد على الموسوعة المسيحية العالمية) إلى وجود ما يزيد قليلاً عن 2500 بهائي في عام 2005.

#### جنوب إفريقيا
بدأت الديانة البهائية في جنوب إفريقيا بعقد اجتماعات بهائية في البلاد في عام 1911. وظل عدد قليل من البهائيين موجودًا حتى عام 1950 عندما استقر عدد كبير من رواد البهائية الدوليين في جنوب إفريقيا. في عام 1956، وبعد أن أصبح أعضاء من قبائل مختلفة في جنوب إفريقيا بهائيين، تم انتخاب جمعية بهائية إقليمية شملت جنوب إفريقيا. وفي وقت لاحق، قامت كل دولة من الدول المكونة للاتحاد بتشكيل جمعيتها الروحية الوطنية البهائية المستقلة. ثم في عام 1995، وبعد فترة طويلة من النمو والقمع خلال نظام الفصل العنصري وإعادة توحيد الأوطان مع جنوب إفريقيا، تم تشكيل الجمعية الروحية الوطنية البهائية في جنوب إفريقيا. بعد نهاية نظام الفصل العنصري، استمر المجتمع البهائي في جنوب إفريقيا في النمو؛ ويوجد حاليًا حوالي 250 ألفًا بهائيًا في جنوب إفريقيا.

#### زامبيا
تم تقدير عدد سكان زامبيا من أتباع الديانة البهائية بأكثر من 162،443 شخصًا، أو 1.70% من السكان. وبناءً على هذه البيانات، صنف موقع Adherents.com هذه النسبة باعتبارها سادس عشر أعلى نسبة وطنية للبهائيين في العالم. كما أنها تصنف زامبيا باعتبارها عاشر أكبر مجتمع بهائي وطني في العالم من حيث القيمة المطلقة، ورابع أكبر مجتمع بهائي في إفريقيا. مؤسسة ويليام موتلي ماسيتلها، وهي منظمة تأسست عام 1995 ويديرها مجتمع البهائيين في زامبيا، نشطة بشكل خاص في مجالات مثل محو الأمية والرعاية الصحية الأولية. تأسس معهد ماسيلثا، المنظمة الأم، في وقت سابق من عام 1983.

#### زيمبابوي
في عامي 1916 و1917، وجه عبد البهاء، رئيس الدين آنذاك، سلسلة من الرسائل يطلب فيها من أتباع الدين أن يأخذوا الدين إلى مناطق في إفريقيا؛ وقد جُمعت هذه الرسائل معًا في كتاب بعنوان ألواح الخطة الإلهية. في عام 1929، كان شوقي أفندي، رئيس الديانة آنذاك، أول بهائي يزور المنطقة. في عام 1953 استقر العديد من البهائيين في ما كان يُعرف آنذاك بروديسيا الجنوبية كرواد. إلى جانب التحولات الأصلية في عام 1955، شكل البهائيون أول جمعية روحية محلية للبهائيين في هراري. وبحلول نهاية عام 1963 كان هناك 9 جمعيات. على الرغم من كونها مستعمرة للمملكة المتحدة، إلا أن البهائيين نظموا جمعية روحية وطنية منفصلة في عام 1964. على الرغم من أن روديسيا أعلنت استقلالها في عام 1965، إلا أن التطورات السياسية والحروب اللاحقة غيرت وضع البلاد وتم إصلاح الجمعية الوطنية واستمرت منذ عام 1970 بينما استعادت زيمبابوي استقلالها في عام 1980. بحلول عام 2003، وهو الذكرى الخمسين لوجود البهائيين في زيمبابوي، توجت سنة من الأحداث في جميع أنحاء البلاد بمؤتمر للبهائيين من جميع مقاطعات زيمبابوي وتسع دول. كان هناك 43 جمعية روحية محلية في عام 2003.

### غرب إفريقيا

#### ليبيريا
بدأت الديانة البهائية في ليبيريا بدخول أول عضو في الدين في عام 1952 وأول جمعية روحية محلية بهائية في عام 1958 في مونروفيا. بحلول نهاية عام 1963 كان هناك خمس جمعيات وانتخب البهائيون الليبيريون جمعيتهم الروحية الوطنية الأولى في عام 1975. استضافت الجماعة العديد من المؤتمرات خلال السبعينيات، وقد تعرضت الجماعة إلى بعض الاضطرابات بسبب الحرب الأهلية الليبيرية الأولى، حيث ذهب بعض اللاجئين إلى كوت ديفوار في عام 1990 وإعادة تأسيس الجمعية الروحية الوطنية في عام 1998. وقد دعت أطراف ثالثة المجتمع البهائي الحديث إلى حواراتهم في البلاد بينما واصل البهائيون عملهم في دعم مدرسة بهائية خاصة، والأكاديمية البهائية ومحطة إذاعية خاصة. يُعتقد أن حوالي 9500 بهائي كانوا موجودين في ليبيريا في عام 2006.

#### النيجر
بدأت الديانة البهائية في النيجر خلال فترة النمو الواسع النطاق للدين في جميع أنحاء منطقة جنوب الصحراء الكبرى في إفريقيا بالقرب من نهاية فترة الاستعمار. وصل البهائيون الأوائل إلى النيجر في عام 1966 ووصل نمو الدين إلى حد انتخاب جمعيته الروحية الوطنية في عام 1975. وبعد فترة من القمع، جعلت المؤسسات الدينية غير قانونية في أواخر السبعينيات والثمانينيات، أعيد انتخاب الجمعية الوطنية اعتبارًا من عام 1992. لقد نما المجتمع البهائي في النيجر بشكل رئيسي في جنوب غرب البلاد حيث يبلغ عددهم بضعة آلاف.

#### نيجيريا
بعد وجود معزول في أواخر عشرينيات القرن العشرين، بدأ الدين البهائي في نيجيريا مع وصول رواد البهائية إلى منطقة غرب إفريقيا جنوب الصحراء الكبرى في الخمسينيات من القرن العشرين، وخاصة بعد جهود إينوك أولينغا الذي أثر بشكل مباشر وغير مباشر على نمو الدين في نيجيريا. وبعد النمو الذي شهدته غرب إفريقيا، تم انتخاب جمعية روحية وطنية إقليمية في عام 1956. ومع تزايد عدد أفراد المجتمع عبر المدن وتنوعهم في مشاركاتهم، انتخبوا جمعيتهم الروحية الوطنية الخاصة بهم بحلول عام 1979 وكان لديهم 1000 بهائي في عام 2001.

#### السنغال
بدأت الديانة البهائية في السنغال بعد أن ذكر عبد البهاء، نجل مؤسس الديانة، إفريقيا كمكان ينبغي للبهائيين زيارته على نطاق أوسع. كان أول من وطأ قدمه أراضي غرب إفريقيا الفرنسية التي أصبحت فيما بعد السنغال في عام 1953. تم انتخاب أول جمعية روحية محلية للبهائيين في السنغال في عام 1966 في داكار. في عام 1975 انتخب المجتمع البهائي أول جمعية روحية وطنية في السنغال. تشير أحدث تقديرات جمعية أرشيف بيانات الأديان في تقريرها الصادر عام 2005 إلى أن عدد البهائيين السنغاليين يبلغ 22،000 نسمة. يزعم البهائيون أن هناك 34 جمعية محلية في عام 2003.

## للقراءة الإضافية
- Lee، Anthony (2011). The Baha'i Faith in Africa: Establishing a New Religious Movement, 1952-1962. Studies of Religion in Africa (ط. illustrated). Brilll. ج. 39. ISBN:978-90-04-20684-7.
- Stockman، Robert؛ van den Hoonaard، Will C. (2022). "Ch. 51: Sub-Saharan Africa". في Stockman، Robert H. (المحرر). The World of the Bahá'í Faith. Oxfordshire, UK: روتليدج (دار نشر). ص. 622–636. DOI:10.4324/9780429027772-58. ISBN:978-1-138-36772-2.

## وصلات خارجية
- Category:Heroes and Heroines of the Ten Year Crusade in Southern Africa